# به خاطر شما (فیلم ۲۰۰۶)
به خاطر شما (به هندی: Aap Ki Khatir) فیلمی است محصول سال ۲۰۰۶ و به کارگردانی دارمش دارشان است. در این فیلم بازیگرانی همچون آکشای کانا، پریانکا چوپرا، آمیشا پاتل، دینو مورئا، سونیل شتی، انوپم کهیر، لیلیت دوبی، تیکو تالسانیا ایفای نقش کرده‌اند.